# Dawid Selenica
Dawid Selenica lub Selenicasi – albański malarz z końca XVII i początku XVIII wieku. Uważany jest za jednego z najważniejszych twórców ikon oraz fresków na terenie Albanii.

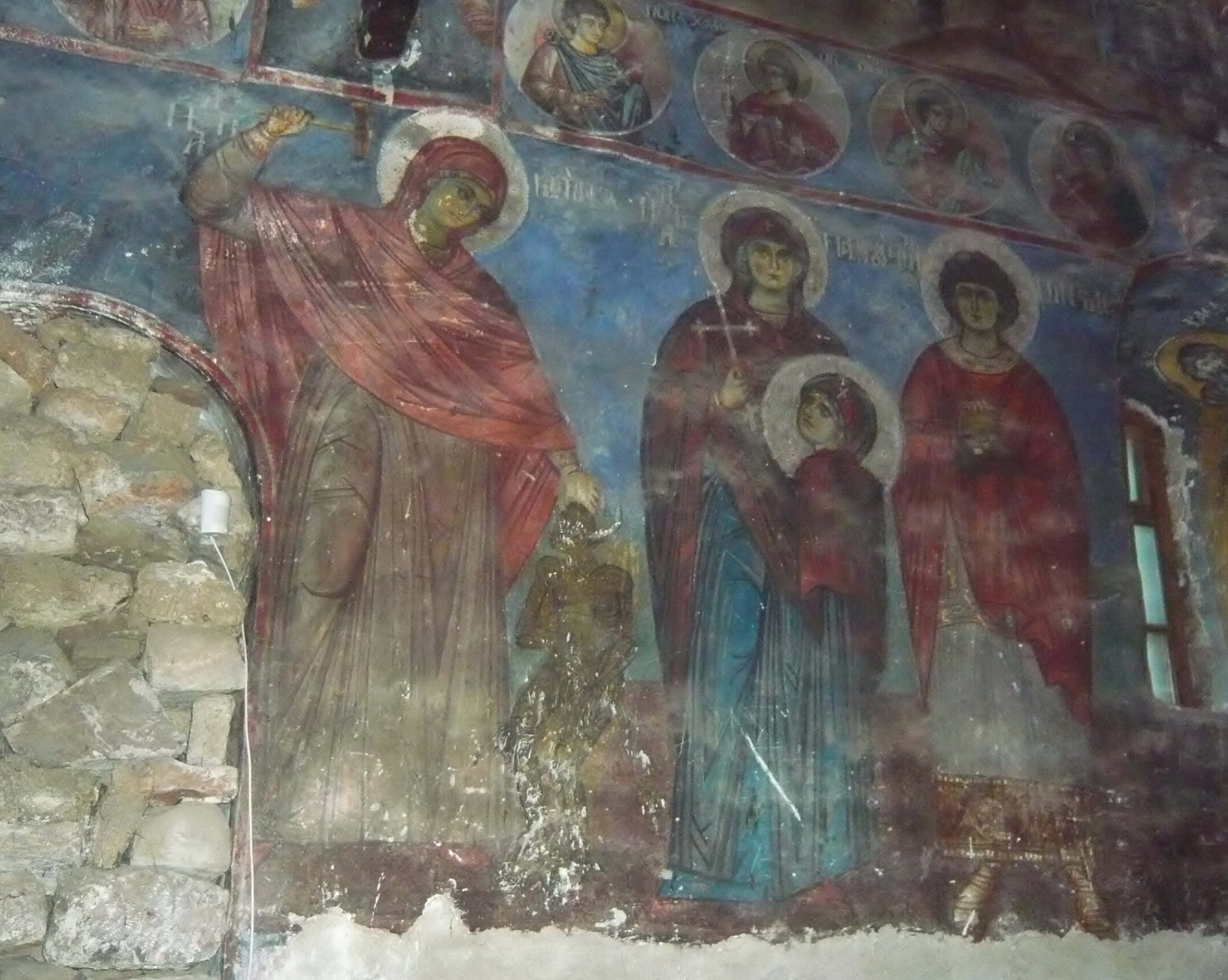
Fresk z kościoła Św. Mikołaja z Voskopoje

Pochodził z miejscowości Selenicë e Pishës obecnie w okręgu Kolonja, na południowy zachód od Korczy. Zmarł w połowie XVIII wieku w okolicach Korczy.
W 1715 roku Dawid Selenicasi namalował freski w kaplicy Koukouzellissa w najstarszym klasztorze na Athos, Wielkiej Ławrze. W 1726 roku malował cerkiew św. Mikołaja w Moskopole, w 1727 cerkiew św. Jana Chrzciciela w Kastorii oraz świątynię Nea Panagia w Salonikach.
Jego uczniami i kontynuatorami tzw. szkoły macedońskiej byli bracia Kostandin i Athanas Zografi.